# Liste der Staatsoberhäupter 1560
Übersicht
◄◄ | ◄ | 1556 | 1557 | 1558 | 1559 | Liste der Staatsoberhäupter 1560 | 1561 | 1562 | 1563 | 1564 | ► | ►►

Weitere Ereignisse

## Afrika
- Äthiopien
  - Kaiser (Negus Negest): Minas (1559–1563)

- Bornu (im heutigen Niger) (Sefuwa-Dynastie)
  - König/Mai: Abdullah III. (1557–1564)

- Ifriqiya (Ost-Algerien, Tunesien) (Hafsiden)
  - Kalif: Ahmad III. (1543–1570)

- Jolof (im heutigen Senegal)
  - Buur-ba Jolof: al-Buri Penda (1549–1566)

- Kano
  - Emir: Muhammad Kisoki (1509–1565)

- Kongo
  - Mani-Kongo: Diogo I. (1545–1561)

- Marokko (Saadier)
  - Sultan: Abdallah al-Galib (1557–1574)

- Munhumutapa-Reich
  - Herrscher: Chivere Nyasoro (um 1550–1560)
  - Herrscher: Chisamharu Negomo Mupuzangutu (1560–1589)

- Sultanat von Sannar (im heutigen Sudan)
  - Sultan: Abu Sakikin (1557/58–1568)

- Songhaireich (in Westafrika)
  - Herrscher: Daoud (1549–1582)

## Amerika
- Governorat Brasilien
  - Gouverneur: Mem de Sá (1558–1572)

- Inkareich
  - Inka: Sayri Túpac (1544–1561)

- Vizekönigreich Neuspanien
  - Vizekönig: Luis de Velasco (1550–1564)

- Vizekönigreich Peru
  - Vizekönig: Andrés Hurtado de Mendoza (1556–1561)

## Asien
- China (Ming-Dynastie)
  - Kaiser: Jiajing (1521–1567)

- Japan
  - Kaiser: Ōgimachi (1557–1586)
  - Shōgun Ashikaga: Ashikaga Yoshiteru (1546–1565)

- Korea (Joseon-Dynastie)
  - König: Myeongjong (1545–1567)

- Mogulreich
  - Großmogul: Akbar I. (1556–1605)

- Persien (Safawiden-Dynastie)
  - Schah: Tahmasp I. (1524–1576)

- Thailand
  - König: Maha Chakrapat (1548–1568)

- Vietnam
  - Norden (Mạc-Dynastie)
    - König: Mạc Tuyên Tông (1546–1561)

  - Süden (Hậu Lê Dynastie)
    - König: Lê Anh Tông (1556–1573)

## Europa
- Andorra
  - Co-Fürsten:
    - Königin von Navarra: Johanna III. (1555–1572)
    - König von Navarra: Antoine de Bourbon (1555–1562)
    - Bischof von Urgell: Joan Pérez García de Oliván (1556–1560)

- Dänemark und Norwegen
  - König: Friedrich II. (1559–1588)

- England und Irland
  - Königin: Elisabeth I. (1558–1603)

- Frankreich
  - König: Franz II. (1559–1560)
  - König: Karl IX. (1560–1574)

- Heiliges Römisches Reich
  - König und Kaiser: Ferdinand I. (1556–1564) (1526–1564 König von Böhmen, 1526–1564 König von Ungarn, 1521–1564 Erzherzog von Österreich)
  - Kurfürstentümer
    - Erzstift Köln
      - Erzbischof: Johann Gebhard von Mansfeld (1558–1562)

    - Erzstift Mainz
      - Erzbischof: Daniel Brendel von Homburg (1555–1582)

    - Erzstift Trier
      - Erzbischof: Johann von der Leyen (1556–1567)

    - Böhmen
      - König: Ferdinand I. (1526–1564)

    - Brandenburg
      - Kurfürst: Joachim II. Hector (1535–1571)

    - Kurpfalz
      - Kurfürst: Friedrich III. (1559–1576)

    - Sachsen (Albertiner)
      - Kurfürst: August (1553–1586)

  - geistliche Fürstentümer
    - Hochstift Augsburg
      - Bischof: Otto von Waldburg (1543–1573) (1553–1573 Propst von Ellwangen)

    - Hochstift Bamberg
      - Bischof: Georg Fuchs von Rügheim (1555–1561)

    - Hochstift Basel
      - Bischof: Melchior von Lichtenfels (1554–1575)

    - Erzstift Besançon
      - Erzbischof: Claude de La Baume (1544–1584)

    - Fürstpropstei Berchtesgaden
      - Propst: Wolfgang II. Griesstätter zu Haslach (1541–1567) (bis 1559 Stiftspropst)

    - Hochstift Brandenburg (ab 1544 evangelisch)
      - Bischof: Joachim von Münsterberg-Oels (1545–1560)
      - Bischof: Johann Georg von Brandenburg (1560–1571) (1571–1598 Kurfürst von Brandenburg)

    - Erzstift Bremen
      - Erzbischof: Georg von Braunschweig-Wolfenbüttel (1558–1566) (1554–1566 Administrator von Minden, 1558–1566 Bischof von Verden)

    - Hochstift Brixen
      - Bischof: Cristoforo Madruzzo (1542–1578) (1539–1567 Bischof von Trient)

    - Erzstift Cambrai
      - Erzbischof: Maximilian de Berghes (1556–1570) (bis 1559 Bischof)

    - Hochstift Cammin (seit 1545 evangelische Bischöfe)
      - Bischof: Johann Friedrich von Pommern (1556–1574) (1567–1569 Herzog von Pommern-Wolgast, 1569–1600 Herzog von Pommern-Stettin)

    - Hochstift Chur
      - Bischof: Thomas Planta (1550–1565)

    - Abtei Corvey
      - Abt: Reiner von Bocholtz (1555–1585)

    - Hochstift Eichstätt
      - Bischof: Eberhard von Hirnheim (1553–1560)
      - Bischof: Martin von Schaumberg (1560–1590)

    - Fürstpropstei Ellwangen
      - Propst: Otto von Waldburg (1553–1573) (1543–1573 Bischof von Augsburg)

    - Hochstift Freising
      - Bischof: Moritz von Sandizell (1559/60–1566)

    - Abtei Fulda
      - Abt: Wolfgang II. Schutzbar Milchling (1558–1567)

    - Hochstift Halberstadt
      - Administrator: Sigismund von Brandenburg (1552–1566) (1552–1566 Erzbischof von Magdeburg)

    - Hochstift Hildesheim
      - Bischof: Burchard von Oberg (1557/9–1573)

    - Fürststift Kempten
      - Abt: Georg von Gravenegg (1557–1571)

    - Hochstift Konstanz
      - Bischof: Christoph Metzler (1548–1561)

    - Hochstift Lübeck
      - Bischof: Johannes Tiedemann (1559–1561)

    - Hochstift Lüttich
      - Bischof: Robert de Berghes (1557–1564)

    - Erzstift Magdeburg
      - Erzbischof: Sigismund von Brandenburg (1552–1566) (1552–1566 Administrator von Halberstadt)

    - Hochstift Meißen
      - Bischof: Johann von Haugwitz (1555–1581)

    - Hochstift Merseburg
      - Bischof: Michael Helding (1550–1561)

    - Hochstift Metz (seit 1552 von Frankreich besetzt)
      - Bischof: François de Beaucaire de Péguillon (1555–1567)

    - Hochstift Minden
      - Administrator: Georg von Braunschweig-Wolfenbüttel (1554–1566) (1558–1566 Erzbischof von Bremen, 1558–1566 Bischof von Verden)

    - Hochstift Münster
      - Bischof: Bernhard von Raesfeld (1557/8–1566)

    - Hochstift Naumburg
      - Bischof: Julius von Pflug (1542/6–1564)

    - Hochstift Osnabrück
      - Bischof: Johann von Hoya zu Stolzenau (1553/4–1574) (1566/7–1574 Bischof von Münster, 1568–1574 Bischof von Paderborn)

    - Hochstift Paderborn
      - Bischof: Rembert von Kerssenbrock (1547–1568)

    - Hochstift Passau
      - Bischof: Wolfgang von Closen (1555/6–1561)

    - Hochstift Ratzeburg (1554–1648 evangelische Administratoren)
      - Administrator: Christoph von Mecklenburg (1554–1592)

    - Hochstift Regensburg
      - Bischof: Georg von Pappenheim (1548–1563)

    - Erzstift Salzburg
      - Erzbischof: Michael von Kuenburg (1554–1560)
      - Erzbischof: Johann Jakob von Kuen-Belasy (1560/61–1586)

    - Hochstift Schwerin (seit 1533 evangelische Administratoren)
      - Administrator: Ulrich von Mecklenburg (1550–1603) (1555–1603 Herzog von Mecklenburg-Güstrow)

    - Hochstift Sitten
      - Bischof: Johann Jordan (1548–1565)

    - Hochstift Speyer
      - Bischof: Rudolf von und zu Frankenstein (1552–1560)
      - Bischof: Marquard von Hattstein (1560–1581)

    - Hochstift Straßburg
      - Bischof: Erasmus von Limpurg (1541–1568)

    - Hochstift Toul (seit 1552 von Frankreich besetzt)
      - Bischof: Toussaint d’Hocedy (1543–1565)

    - Hochstift Trient
      - Bischof: Cristoforo Madruzzo (1539–1567) (1542–1578 Bischof von Brixen)

    - Hochstift Verden
      - Bischof: Georg von Braunschweig-Wolfenbüttel (1558–1566) (1558–1566 Erzbischof von Bremen, 1554–1566 Administrator von Minden)

    - Hochstift Verdun (seit 1552 von Frankreich besetzt)
      - Bischof: Nicolas Psaume (1548–1575)

    - Hochstift Worms
      - Bischof: Dietrich von Bettendorf (1552–1580)

    - Hochstift Würzburg
      - Bischof: Friedrich von Wirsberg (1558–1573)

  - weltliche Fürstentümer
    - Baden
      - Baden-Baden
        - Markgraf: Philibert (1536–1569)

      - Baden-Durlach
        - Markgraf: Karl II. (1553–1577)

      - Baden-Rodemachern
        - Markgraf: Christoph II. (1556–1575) (bis 1556 Markgraf von Baden-Baden)

    - Bayern
      - Herzog: Albrecht V. (1550–1579)

    - Brandenburg-Ansbach
      - Markgraf: Georg Friedrich I. (1543–1603)

    - Brandenburg-Kulmbach
      - Markgraf: Georg Friedrich I. (1557–1603)

    - Herzogtum Braunschweig-Lüneburg
      - Fürstentum Calenberg(-Göttingen)
        - Herzog: Erich II. (1540–1584)

      - Fürstentum Grubenhagen
        - Herzog: Ernst III. (IV.) (1551–1567)

      - Fürstentum Lüneburg (1559–1569 gemeinsame Herrschaft)
        - Herzog: Heinrich (1559–1569)
        - Herzog: Wilhelm der Jüngere (1559–1592)

      - Fürstentum Braunschweig-Wolfenbüttel
        - Herzog: Heinrich II. der Jüngere (1514–1568)

    - Hanau
      - Hanau-Lichtenberg
        - Graf: Philipp IV. (1538–1590)

      - Hanau-Münzenberg
        - Graf: Philipp III. (1529–1561)

    - Hessen
      - Landgraf: Philipp I. der Großmütige (1509–1567)

    - Hohenzollern
      - Graf: Karl I. (1525–1576)

    - Jülich-Kleve-Berg
      - Herzog: Wilhelm V. der Reiche (1539–1592)

    - Lippe
      - Graf: Bernhard VIII. (1536–1563)

    - Lothringen
      - Herzog: Karl III. (1545–1608) (bis 1559 unter Vormundschaft)

    - Mecklenburg
      - Mecklenburg-Güstrow
        - Herzog: Ulrich (1555–1603) (bis 1556 Mitregent)

      - Mecklenburg-Schwerin
        - Herzog: Johann Albrecht I. (1552–1576)

    - Nassau
      - ottonische Linie
        - Nassau-Beilstein
          - Graf: Johann III. (1513–1561)

        - Nassau-Breda und Oranien
          - Fürst: Wilhelm der Schweiger (1544–1584)

        - Nassau-Dillenburg
          - Graf: Johann VI. (1559–1606)

      - walramische Linie
        - Nassau-Saarbrücken
          - Graf: Johann III. (1554–1574)

        - Nassau-Weilburg
          - Graf: Albrecht (1559–1593)
          - Graf: Philipp IV. (1559–1602)

        - Nassau-Wiesbaden
          - Graf: Philipp II., der Jungherr (1558–1566)

    - Oldenburg
      - Graf: Anton I. (1526–1573)

    - Ortenburg
      - Graf: Joachim I. (1551–1600)

    - Ostfriesland
      - Regentin: Anna (1540–1561) (Regentschaft für ihre unmündigen Söhne)

    - Pfalz (Kurlinie siehe unter Kurfürstentümer)
      - Pfalz-Neuburg
        - Pfalzgraf: Wolfgang (1557–1569)

      - Pfalz-Simmern
        - Pfalzgraf: Georg (1559–1569)

      - Pfalz-Veldenz
        - Pfalzgraf: Georg Johann I. (1544–1592)

      - Pfalz-Zweibrücken
        - Pfalzgraf: Wolfgang (1532–1569)

    - Pommern
      - Pommern-Stettin
        - Herzog: Barnim IX. (1532–1569)

      - Pommern-Wolgast
        - Herzog: Philipp I. (1532–1560)
        - Herzog: Johann Friedrich (1560–1569) (1556–1574 Bischof von Cammin, 1569–1600 Herzog von Pommern-Stettin)
        - Herzog: Bogislaw XIII. (1560–1569)
        - Herzog: Ernst Ludwig (1560–1592)
        - Herzog: Barnim X. (1560–1569)

    - Sachsen (Ernestiner) (1554–1565 gemeinsame Herrschaft)
      - Herzog: Johann Friedrich II. der Mittlere (1554–1565/66)
      - Herzog: Johann Wilhelm (1554–1565/73)
      - Herzog: Johann Friedrich III. der Jüngere (1554–1565)

    - Sachsen-Lauenburg (Askanier)
      - Herzog: Franz I. (1543–1581)

    - Schleswig-Holstein (Schleswig gehörte nicht zum HRR, sondern war Teil Dänemarks)
      - königlicher Anteil
        - Herzog: Friedrich II. (1559–1588) (1559–1588 König von Dänemark, 1559–1588 König von Norwegen)

      - Schleswig-Holstein-Gottorf
        - Herzog: Adolf I. (1544–1586)

      - Schleswig-Holstein-Hadersleben
        - Herzog: Johann der Ältere (1544–1580)

    - Württemberg
      - Herzog: Christoph (1550–1568)

- Italienische Staaten
  - Ferrara, Modena und Reggio
    - Herzog: Alfonso II. d’Este (1559–1597)

  - Genua
    - Doge: Girolamo Vivaldi (1559–1561)

  - Kirchenstaat
    - Papst: Pius IV. (1559–1565)

  - Mailand (1535–1706 zu Spanien)
    - Herzog: Philipp II. von Spanien  (1540–1598)
      - Gouverneur: Gonzalo Fernández de Córdoba (1558–1560) (1563–1564)
      - Gouverneur: Fernando Francesco d’Avalos di Pescara (1560–1563)

  - Mantua und Montferrat (Gonzaga)
    - Herzog: Guglielmo Gonzaga (1550–1587)

  - Massa und Carrara
    - Markgraf: Alberico I. Cybo-Malaspina (1553–1623)

  - Neapel (1503–1707/14 zu Aragon bzw. Spanien)
    - König: Philipp II. von Spanien (1556–1598)
      - Vizekönig: Perafan de Ribera (1559–1571)

  - Parma und Piacenza
    - Herzog: Ottavio Farnese (1547–1586)

  - Piombino
    - Herr: Iacopo VI. Appiani (1545–1585)

  - Savoyen
    - Herzog: Emanuel Philibert (1553–1580)

  - Sizilien (1412–1713 zu Aragon bzw. Spanien)
    - König: Philipp II. von Spanien (1556–1598)
      - Vizekönig: Juan de la Cerda y Silva (1557–1564)

  - Toskana
    - Herzog: Cosimo I. de’ Medici (1537–1574) (ab 1569 Großherzog)

  - Urbino
    - Herzog: Guidobaldo II. della Rovere (1538–1574)

  - Venedig
    - Doge: Gerolamo Priuli (1559–1567)

- Johanniter-Ordensstaat (auf Malta)
  - Großmeister: Jean de la Valette (1557–1568)

- Livland
  - Landmeister: Gotthard Kettler (1559–1561)

- Moldau
  - Fürst: Alexandru Lăpușneanu (1552–1561, 1564–1568)

- Monaco
  - Seigneur: Honoré I. (1532–1581)

- Navarra
  - Königin: Johanna III. (1555–1572)

- Osmanisches Reich
  - Sultan: Süleyman I. der Prächtige (1520–1566)

- Polen
  - König: Sigismund II. August (1548–1572)

- Portugal
  - König: Sebastian (1557–1578) (bis 1568 unter Vormundschaft)
    - Regent: Kardinal Heinrich (1557–1568) (1578–1580 König von Portugal)
    - Regentin: Katharina von Kastilien (1557–1568)

- Preußen
  - Herzog: Albrecht (1525–1568) (1511–1525 Hochmeister des Deutschen Ordens)

- Russland
  - Zar: Iwan IV. (1533–1584) (bis 1547 Großfürst)

- Schottland
  - Königin: Maria Stuart (1542–1567)

- Schweden
  - König: Gustav I. Wasa (1523–1560)
  - König: Erik XIV. (1560–1568)

- Spanien
  - König:  Philipp II. (1556–1598) (1580–1598 König von Portugal)

- Ungarn (Herrschaft umstritten)
  - König: Ferdinand I. (1526–1564) (1556–1564 Kaiser, 1526–1564 König von Böhmen, 1521–1564 Erzherzog von Österreich)
  - König: Johann Sigismund Zápolya (1540–1570) (1570–1571 Fürst von Siebenbürgen)

- Walachei (unter osmanischer Oberherrschaft)
  - Woiwode: Petre cel Tanar (1559–1568)